# Guts Over Fear
"Guts Over Fear" er en single fra den amerikanske rapper Eminem, og byder på vokal fra den australske sanger Sia. Sangen stammer fra opsamlingsalbummet Shady XV, der blev udgivet den 24. november 2014.

## Hitlister
| Hitliste (2014)                                  | Højeste placering |
| ------------------------------------------------ | ----------------- |
| Australien (ARIA)                                | 22                |
| Belgien (Ultratip Flanderen)                     | 15                |
| Belgien Urban (Ultratop Flanderen)               | 13                |
| Belgien (Ultratip Wallonien)                     | 27                |
| Canada (Canadian Hot 100)                        | 9                 |
| Danmark (Track Top-40)                           | 22                |
| Frankrig (SNEP)                                  | 10                |
| New Zealand (RIANZ)                              | 22                |
| Schweiz (Schweizer Hitparade)                    | 30                |
| Slovakiet (Singles Digitál Top 100)              | 85                |
| Storbritannien Singles (Official Charts Company) | 10                |
| Sverige (Sverigetopplistan)                      | 40                |
| Tjekkiet (Singles Digitál Top 100)               | 87                |
| Tyskland (Official German Charts)                | 35                |
| Ungarn (Single Top 40)                           | 24                |
| USA Billboard Hot 100                            | 22                |
| USA Hot R&B/Hip-Hop Songs (Billboard)            | 6                 |
| Østrig (Ö3 Austria Top 40)                       | 53                |